# Parachondrostoma arrigonis
Parachondrostoma arrigonis és una espècie de peix cipriniforme de la família dels ciprínids.